# Bosmanmat
Bosmanmat (bsmt) – wojskowy stopień podoficerski w Marynarce Wojennej i Jednostce Wojskowej Formoza, odpowiadający plutonowemu w Wojskach Lądowych i Siłach Powietrznych. Jego odpowiedniki znajdują się także w marynarkach wojennych innych państw.

## Geneza
Matowie pojawili się w XV wieku jako funkcja między majtkami a bosmanami. Zajmowali się bezpośrednim kierowaniem pracą określonych grup majtków, a następnie marynarzy. Ze względu na prace, jakie wykonywali matowie byli podzieleni na określone grupy specjalistów, np. matowie-żaglomistrze, matowie-magazynierzy i wiele innych. Następnie w hierarchii pojawili się bosmanmatowie, którzy byli pomocnikami bosmanów w danych specjalnościach. Po przekształceniu się tytułu bosmana w stopień wojskowy to samo stało się z matami i bosmanmatami.

## Użycie
Stopień bosmanmata powstał w Polsce w 1921, wraz z pozostałymi pierwszymi stopniami wojskowymi w Marynarce Wojennej. Wcześniej, od 1918 używano zapożyczonego z Wojsk Lądowych stopnia plutonowego marynarki. W latach 1921–1971 bosmanmat znajdował się w hierarchii przed matem, a za bosmanem. Od 1971 pomiędzy matem a bosmanmatem znajduje się stopień starszego mata. W 1997 nad bosmanmatem utworzono stopień starszego bosmanmata. Przez cały czas istnienia bosmanmat jest odpowiednikiem plutonowego. 
W Siłach Zbrojnych PRL należał do grupy podoficerów młodszych.
Stopień wojskowy bosmanmata jest zaszeregowany dla grupy uposażenia nr 4, a w kodzie NATO określony jest (wraz z bosmanem) jako OR-05.